# Хайек, Фридрих Август фон
Фри́дрих А́вгуст фон Ха́йек (нем. Friedrich August von Hayek; 8 мая 1899, Вена, Австро-Венгрия — 23 марта 1992, Фрайбург, Германия) — австро-британский экономист-либертарианец и политический философ, представитель новой австрийской школы экономики, сторонник экономического либерализма и свободного рынка. Лауреат премии по экономике памяти Альфреда Нобеля (1974).

## Биография
Фридрих Август фон Хайек родился в Вене, был старшим сыном работника здравоохранения, врача и профессора ботаники Венского университета Августа фон Хайека и его супруги Фелицитас (девичья фамилия Юрашек). Семья происходила из рода военного и служилого дворянства и со стороны матери была финансово обеспечена. Отец матери, Франц фон Юрашек, был профессором, а позже президентом Центральной статистической комиссии.
В детстве Фридрих (родители называли его Фриц) интересовался сначала минералогией, насекомыми и ботаникой. Позже у него проявился интерес к ископаемым животным и теории эволюции. После военной службы во время Первой мировой войны, во время которой он переболел малярией, в 1918 году Фридрих Август фон Хайек поступает в Венский университет на курс правоведения, однако посещает и лекции по политической экономии, философии и психологии. Недостаточные возможности профессиональной работы в области психологии привели Хайека к решению углубить свои знания в области экономики, в частности под руководством профессора Фридриха фон Визера. Кроме того он принимает активное участие в частных семинарах Людвига фон Мизеса, где считается лучшим учеником.
В 1921 году Хайеку присваивается титул доктора юридических наук. Он начинает работать в Австрийском бюро урегулирования военных претензий под руководством Л. Мизеса, одновременно продолжая занятия в Венском университете, и в 1923 году получает также диплом доктора экономических наук. В 1927 году Хайек и Мизес основывают Австрийский институт экономических исследований. Хайек продолжает работу Мизеса по изучению колебаний уровня деловой активности. В 1931 году Хайека приглашают в Лондонскую школу экономики и политических наук, где он в 1930-е и 1940-е годы считается основным представителем австрийской школы и оппонентом Джона Мейнарда Кейнса. Он являлся профессором экономики и статистики (1930—1950).
В 1947 году фон Хайек приглашает учёных-либералов на встречу при Мон Пелерин в Швейцарии, положившей начало Обществу «Мон Пелерин». В 1950 году фон Хайек стал профессором социальных наук и морали в университете Чикаго (перебрался в Чикаго из LSE с новой женой, которой стала возлюбленная его детства), а в 1962 году — профессором экономической политики университета Фрайбурга, и после — членом совета директоров Института Вальтера Ойкена. В 1967 фон Хайек получает статус эмерита, однако продолжает преподавать до 1969 года. В 1970 году становится профессором-консультантом Зальцбургского университета, Австрия.
В 1974 году Фридриху Августу фон Хайеку (вместе со шведом Гуннаром Мюрдалем) присуждается Нобелевская премия в области экономики за работы по теории экономических колебаний и глубокий анализ взаимозависимости экономических, социальных и институциональных явлений. После профессуры в университете Зальцбурга Хайек возвращается во Фрайбург, где он жил до своей смерти в 1992 году.
В 1991 году ему присваивается Президентская медаль Свободы — высшая награда США.
Хайек являлся членом Британской и Австрийской академий наук.
Фридрих Август фон Хайек похоронен в Вене.

## Общественная деятельность
Ф. А. фон Хайек стал вдохновителем организации в 1947 году Общества «Мон Пелерин», объединившего экономистов, философов, журналистов и предпринимателей, поддерживающих классический либерализм. Был избран Президентом Общества, обязанности которого исполнял с 1947 по 1961 год.

## Экономические воззрения

### Критика социализма
Хайек был одним из ведущих критиков коллективизма в XX столетии. Он полагал, что все формы коллективизма (даже теоретически основанные на добровольном сотрудничестве) могут существовать только с поддержкой государства. Методической базой его работ являлась теория неполноты информации, неизбежной при описании сложной системы. Позже Хайек расширил эту теорию с помощью антропологических, культурных и информационно-теоретических аспектов.
В результате неполноты информации централизованно управляемая экономика принципиально неработоспособна или по крайней мере значительно уступает рыночной экономике. Так, ещё в 1920-е годы Хайек заметил, что в обществе, основанном на разделении труда, происходит и разделение информации («рассеянное знание»). Получение этой информации затруднено как случайным характером самой экономической деятельности, так и несогласованностью интересов её участников. Поэтому отдельный плановик будет не в состоянии достаточно точно описать в целом плановую экономику. В целях предоставления плановику полномочий, которые обеспечили бы необходимый для центрального планирования объём познаний, централизованная власть оказывала бы существенное влияние на общественную жизнь, развиваясь в сторону тоталитаризма. При этом Хайек не оспаривал морально высоких целей некоторых социалистов, однако считал предложенный ими путь и, в частности, любой вид вмешательства государства, опасным.
В его популярной книге «Дорога к рабству» (1944), опубликованной в Лондоне и Чикаго, Хайек в отличие от социалистически настроенной интеллигенции утверждает, что национал-социализм Германии и фашизм в Италии является не реакционной формой капитализма, а более развитым социализмом. Целью книги, по утверждению Хайека, было изменение стремления большинства, направленное против либерализма, через указание на существенные недостатки социализма. Главным аргументом Хайека является то, что все виды социализма, коллективизма и системы плановой экономики противоречат принципам правового государства и личному праву. Причины варварства и насилия тоталитарных режимов того времени в Германии, Италии и Советском Союзе находятся, по мнению Хайека, не в особой агрессивности населения этих стран, а в осуществлении социалистического учения плановой экономики, которая неизбежно ведёт к угнетению и подавлению, даже если это и не было изначальной целью приверженцев социализма.
Позже Хайек развил эту теорию и добавил, что даже и вмешательство государства, не ставящее рыночную экономику под вопрос, в перспективе ведёт к устранению свободы. Таким образом он требовал политическую свободу в виде демократии, «внутреннюю» свободу как отсутствие препятствий для достижения собственных целей и утверждал, что свобода от страха и нужд имеет мало общего с личной свободой и даже находится с ней в конфликте. Свобода, о которой здесь идёт речь, является общим политическим принципом, который был целью всех освободительных движений и существует в виде отсутствия произвола и насилия. Хайек, однако, полагал, что насилие необходимо, если эта свобода ставится под вопрос: активная защита свободы должна быть непреклонной и догматичной, без согласия на уступки по каким-либо соображениям.
По высказыванию Хайека: 

Спор о рыночном порядке и социализме есть спор о выживании — ни больше, ни меньше. Следование социалистической морали привело бы к уничтожению большей части современного человечества и обнищанию основной массы оставшегося.— Ф. А. Хайек
Хайек доказывал, что эффективный обмен и использование ресурсов могут действовать только через ценовой механизм на свободных рынках. В книге «Использование знаний в обществе» (англ. «The Use of Knowledge in Society»), написанной в 1945 году, Хайек утверждал, что ценовой механизм служит для того, чтобы разделить и синхронизировать общее и личное знание, разрешая членам общества достигнуть разнообразных и сложных результатов через принцип непосредственной самоорганизации. Он использовал термин каталлаксия, чтобы описать «систему самоорганизации добровольного сотрудничества».

### Естественный порядок
Хайек рассматривал свободную ценовую систему не как сознательное изобретение (преднамеренно разработанную людьми), а как самопроизвольный порядок или «результат человеческого действия, но не изобретения». Таким образом, Хайек помещал ценовой механизм на том же самом уровне как, например, язык. Такое заключение принудило его задуматься о том, как человеческий мозг мог приспособиться к такому развитому поведению. В книге «The Sensory Order» (1952) он предложил, независимо от Дональда Хебба, гипотезу, которая формирует основание технологии нейронных сетей и большей части современной нейрофизиологии.
Хайек приписывал рождение цивилизации появлению частной собственности в своей книге «Пагубная самонадеянность» (англ. «The Fatal Conceit»), написанной в 1988 году. Согласно ей, ценовые сигналы — единственное средство предоставления возможности каждому экономическому субъекту, принимающему решения, сообщить скрытую или распределённую информацию друг другу, чтобы решить проблему экономического расчёта.

### Деловой цикл
Капитал, деньги, деловой цикл — заметные темы в ранних работах Хайека. Мизес ранее объяснил денежно-кредитную и банковскую теорию в своей книге 1912 года «Теория денег и кредита» (англ. «The Theory of Money and Credit»), применяя принцип предельной полезности к ценности денег, а затем предложил новую теорию делового цикла.
Хайек использовал это собрание произведений как отправную точку для своей собственной интерпретации делового цикла, которая позже стала известной как «австрийская теория делового цикла». В работах «Цены и производство» (англ. The Prices and Production) и «Чистая теория капитала» (англ. The Pure Theory of Capital) он объяснил происхождение делового цикла в терминах расширения кредита центрального банка и его передачи в течение долгого времени и нерационального использования ресурсов, вызванного искусственно низкими процентными ставками.
Эта теория делового цикла была раскритикована Кейнсом и его последователями. С тех пор «австрийская теория делового цикла» критиковалась сторонниками теории рациональных ожиданий и другими представителями неоклассической экономики, которые указывали на нейтральность денег в теории делового цикла. Хайек в своей книге 1939 года «Прибыль, процент и инвестиции» (англ. Profits, Interest and Investment) дистанцировался от позиции других теоретиков австрийской школы (Мизес, Ротбард).

## Критика
По мнению профессора экономики Амстердамского университета Майкла Эллмана, Хайек «не был специалистом по проблеме и даже не был хорошо осведомлён о функционировании советской экономики».

## Исследования в других областях

### Философия и политика
Во второй половине своей жизни Хайек внёс большой вклад в социальную и политическую философию, который был основан на его взглядах относительно границ человеческого знания и идее естественного порядка. Он ратует за общество, организованное вокруг рынка, в котором механизм государства используется для того, чтобы внедрить в жизнь юридический порядок (состоящий из абстрактных правил, а не специфических команд) необходимый для функционального свободного рынка. Этими идеями насыщена моральная философия, происходящая из эпистемологических выводов относительно абсолютных пределов человеческих знаний.
В своей философии, которая имеет много общего с выводами Карла Поппера, Хайек был очень ответственен по отношению к тому, что он назвал наукообразием: ложное понимание методов науки, которое было по ошибке создано общественными науками, противоречащее методам подлинной науки. Хайек указывает, что большая часть науки даёт объяснение сложным многовариантным и нелинейным явлениям и что социология экономики и естественного порядка сходна с такими сложными науками как биология. Эти идеи были развиты в книге «Контрреволюция науки. Этюды о злоупотреблениях разумом» (1952) и в некоторых более поздних эссе Хайека в («Degrees of Explanation» и «The Theory of Complex Phenomena»).
В «Исследовании основ теоретической психологии» (1952) Хайек независимо развивал модели обучения и памяти — идеи, которые он изначально обдумывал в 1920 году, до его исследований в экономике. «Встраивание» синапса в общую теорию мозговой деятельности получило развитие в неврологии, когнитивистике, информатике, бихевиоризме и эволюционной психологии.

### Теория культурной эволюции и роль религий
Хайек расширил свою критику социализма с помощью теории культурной эволюции и человеческого сосуществования в обществе с разделением труда и тем самым существенно повлиял на развитие эволютивной экономики.
Ценности, по мнению Хайека, если и являются плодом человеческих усилий и разума, то лишь в небольшой мере. Их существование обосновано тремя причинами: они биологически «унаследованы», культурно «опробованы» и лишь в последнюю очередь и с наименьшим влиянием рационально «спланированы». Поэтому развитые традиции являются в репродуктивном и адаптивном смысле чрезвычайно эффективными и теоретиками социализма недооцениваются, в то время как возможность воплощения идеального общества переоценивается.
Религии играют постольку решающую роль в эволюции человека, поскольку их селекция и «естественный отбор» происходит не с помощью рациональных аргументов, а в зависимости от их репродуктивных качеств как результат религиозной веры и успешной адаптации к соответствующей среде. Не каждая религия, по мнению Хайека, может быть одинаково успешной (коммунизм по его мнению тоже является отмирающей религией), но в их соперничестве всегда побеждает то религиозное движение, которое успешнее способствует размножению и развитию экономики. Свободу вероисповедания Хайек считал главной основой и задачей либерализма. В её рамках могут возникать и соперничать различные микросообщества, что в свою очередь приносит успех и для всего макросообщества в целом.

### Отношение к религии
Хайек был агностиком. Об отношении к религии в своей последней работе «Пагубная самонадеянность. Ошибки социализма» он написал так:

Я долго колебался, но в конце концов решил сделать это признание личного характера, поскольку поддержка откровенного агностика может помочь верующим с большей твёрдостью придерживаться тех выводов, которые оказываются для нас общими. Возможно, то, что люди подразумевают, говоря о Боге, является всего лишь персонификацией тех традиционных моральных норм и ценностей, что поддерживают жизнь их сообщества. Теперь мы начали понимать, что тот источник порядка, который религия приписывает человекоподобному божеству, — предлагая своего рода карту или путеводитель, помогающий отдельной части успешно ориентироваться внутри целого, — не находится вне физического мира, но является одной из его характеристик, правда, слишком сложной, чтобы какая-либо из составных частей этого мира сумела составить его «картину» или «образ». Поэтому религиозные запреты на идолопоклонство, то есть на создание подобного рода образов, вполне справедливы. Не исключено, тем не менее, что большинство людей способно воспринимать абстрактные традиции только как чью-то личную Волю. В таком случае не будут ли они склонны усматривать эту волю в «обществе» в век, когда более откровенная вера в сверхъестественные силы отвергается как суеверие?
От ответа на этот вопрос может зависеть выживание нашей цивилизации.

### Собрание сочинений «The Collected Works of F. A. Hayek»
- Vol. 1. The Fatal Conceit. The Errors of Socialism. Ed. W. W. Bartley III. — Chicago: «University of Chicago Press», 1988. — 194 p. — ISBN 978-0-226-32068-7.
- Vol. 2. The Road to Serfdom. Text and Documents. Ed. B. Caldwell. — Chicago: «University of Chicago Press», 2007. — 304 p. — ISBN 978-0-226-32054-0.
- Vol. 3. The Trend of Economic Thinking. Essays on Political Economists and Economic History. Ed. W. W. Bartley III, S. Kresge. — Chicago: «University of Chicago Press», 1991. — 398 p. — ISBN 978-0-226-32067-0.
- Vol. 4. The Fortunes of Liberalism. Essays on Austrian Economics and the Ideal of Freedom. Ed. P. G. Klein. — Chicago: «University of Chicago Press», 1991. — 287 p. — ISBN 978-0-226-32064-9. (Перевод: Хайек Ф. Судьбы либерализма в XX веке. — М.: ИРИСЭН, Мысль; Челябинск: Социум, 2009. — 337 с.)
- Vol. 5. Good Money. Part 1. The New World. Ed. S. Kresge. — Chicago: «University of Chicago Press», 1999. — 267 p. — ISBN 978-0-226-32095-3.
- Vol. 6. Good Money. Part 2. The Standard. Ed. S. Kresge. — Chicago: «University of Chicago Press», 1999. — 270 p. — ISBN 978-0-226-32097-7.
- Vol. 7. Business Cycles. Part 1. Ed. H. Klausinger. — Chicago: «University of Chicago Press», 2012. — 304 p.
- Vol. 8. Business Cycles. Part 2. Ed. H. Klausinger. — Chicago: «University of Chicago Press», 2012. — 360 p.
- Vol. 9. Contra Keynes and Cambridge. Essays, Correspondence. Ed. B. Caldwell. — Chicago: «University of Chicago Press», 1995. — 277 p. — ISBN 978-0-226-32065-6. — 277 p.
- Vol. 10. Socialism and War. Essays, Documents, Reviews. Ed. B. Caldwell. — Chicago: «University of Chicago Press», 1997. — 280 p. — ISBN 978-0-226-32058-8.
- Vol. 11. Capital and Interest. Ed. L. H. White. — Chicago: «University of Chicago Press», 2015. — 272 p.
- Vol. 12. The Pure Theory of Capital. Ed. L. H. White. — Chicago: «University of Chicago Press», 2007. — 464 p. — ISBN 978-0-226-32099-1.
- Vol. 13. Studies on the Abuse and Decline of Reason. Text and Documents. Ed. B. Caldwell. — Chicago: «University of Chicago Press», 2010. — 344 p. — ISBN 978-0-226-32109-7.
- Vol. 14. The Sensory Order and Other Writings on the Foundations of Theoretical Psychology. Ed. V. J. Vanberg. — Chicago: «University of Chicago Press», 2017. — 432 p.
- Vol. 15. The Market and Other Orders. Ed. B. Caldwell. — Chicago: «University of Chicago Press», 2013. — 472 p.
- Vol. 16. Hayek on Mill. The Mill-Taylor Friendship and Related Writings. Ed. S. J. Peart. — Chicago: «University of Chicago Press», 2015. — 440 p.
- Vol. 17. The Constitution of Liberty. Ed. R. Hamowy. — Chicago: «University of Chicago Press», 2011. — 688 p.
- Vol. 18. Essays on Liberalism and the Economy. Ed. P. Lewis. — Chicago: «University of Chicago Press», 2022. — 672 p.
- Vol. 19. Law, Legislation, and Liberty. Ed. J. Shearmur. — Chicago: «University of Chicago Press», 2021. — 624 p.
- Hayek on Hayek. An Autobiographical Dialogue (supplement). Ed. S. Kresge, L. Wenar. — Chicago: «University of Chicago Press», 1994. — 177 p. — ISBN 978-0-226-32062-5.

### Переводы на русский язык
- Хайек Ф. А. Дорога к рабству. — М.: Экономика, 1992. — 176 с.
- Хайек Ф. Индивидуализм и экономический порядок. — М.: Изограф, 2000. — 256 с.
- Хайек Ф. Контрреволюция науки. Этюды о злоупотреблениях разумом. — М.: ОГИ, 2003. — 288 с.
- Хайек Ф. А. Пагубная самонадеянность. Ошибки социализма. — М.: Новости, 1992. — ISBN 5-7020-0445-0
- Хайек Ф. Право, законодательство и свобода: Современное понимание либеральных принципов справедливости и политики. — М.: ИРИСЭН, 2006. — 644 с. — ISBN 5-91066-010-1
- Хайек Ф. Судьбы либерализма в XX веке. — М.: ИРИСЭН, Мысль; Челябинск: Социум, 2009. — 337 с. — ISBN 978-5-91066-028-5
- Хайек Ф. А. Цены и производство. — Челябинск: Социум, 2008. — 199 с. — ISBN 978-5-91603-015-0.
- Хайек Ф. А. Частные деньги. — М.: Институт национальной модели экономики, 1996. — ISBN 5-900520-06-4
- Фридмен М., Хайек Ф. О свободе. — М.: Три квадрата; Челябинск: Социум, 2003. — 192 с. — ISBN 5-901901-19-3, ISBN 5-94607-033-9
- Хайек Ф. и др. Капитализм и историки. — Челябинск: Социум, 2012. — 398 с. — ISBN 978-5-91603-109-6
- Хайек, Фридрих Август фон Конституция свободы. — М.: Новое изд-во, 2018. — 526 с. — ISBN 978-5-98379-218-0